# Cleveland Heights
Cleveland Heights ist eine City im Cuyahoga County im US-Bundesstaat Ohio. Sie liegt 10 Kilometer östlich von Cleveland und ist 21 km² groß. Das U.S. Census Bureau ermittelte bei der Volkszählung 2020 eine Einwohnerzahl von 45.312.
Die Stadt hat eine bedeutende jüdische Gemeinde.
Cleveland Heights war ursprünglich ein rein landwirtschaftlich geprägtes Gebiet, das von Farmern umliegender Townships genutzt wurde. Durch die Nähe zu Cleveland entstanden ab 1895 verschiedene Immobilienprojekte im Stile einer Gartenstadt wie etwa Euclid Heights, Euclid Golf, Mayfield Heights und Ambler Heights. Die neuen Wohnviertel wurden mit einer Straßenbahnlinie an die Stadt angebunden und 1903 als Cleveland Heights ausgegründet.

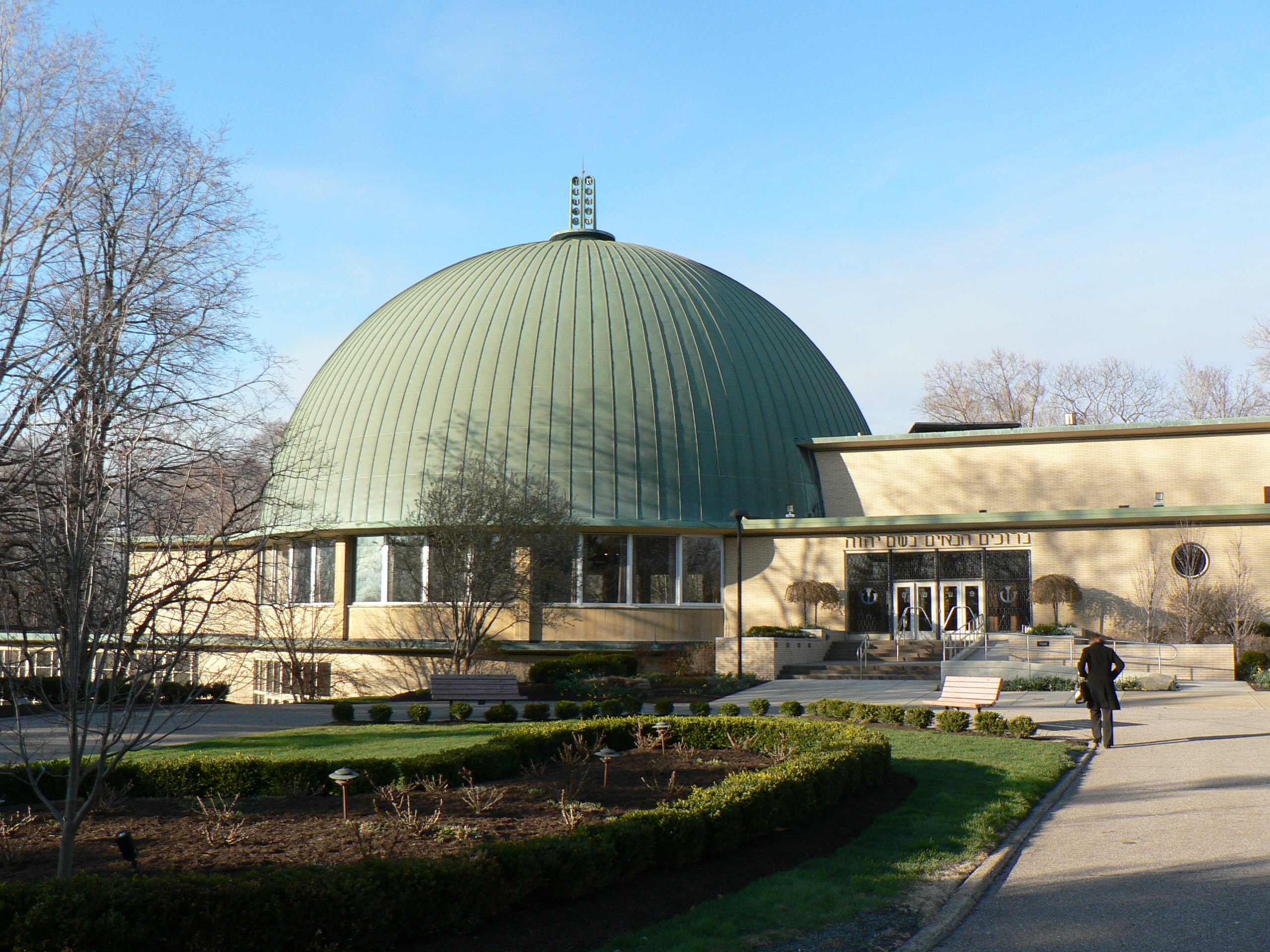
Die Park Synagogue

Die Bevölkerung wuchs in den ersten vier Jahrzehnten des 20. Jahrhunderts von 1.500 auf über 55.000 Einwohner an. Ab etwa 1920 zogen viele jüdische Familien aus Cleveland hierher. 1921 wurde Cleveland Heights zur Stadt erhoben.
Weil sich aufgrund der planmäßigen Erschließung kein klassisches Stadtzentrum entwickeln konnte, entstanden im Stadtgebiet mehrere dezentral angelegte Einkaufszentren. Das größte von ihnen ist das 1963 eröffnete Severance Town Center mit (2004) 60.000 Quadratmetern Verkaufsfläche, das sich selbst als erstes in sich geschlossenes Einkaufszentrum Ohios bezeichnet. Nennenswerte Industrie gibt es nicht.
In den letzten Jahrzehnten waren starke Wanderungsbewegungen zu verzeichnen. Der Anteil der weißen Wohnbevölkerung ging zurück, und in etwa gleichem Umfang rückten Schwarze nach. Der Anteil der schwarzen Bevölkerung stieg von weniger als 1 % (1960) auf 41,8 % (2000). Beide Bevölkerungsgruppen sind aber gleichmäßig über das Stadtgebiet verteilt.

## Söhne und Töchter der Stadt
- Martha Chase (1927–2003), Genetikerin
- Diana Hyland (1936–1977), Schauspielerin
- Timothy Broglio (* 1951), römisch-katholischer Erzbischof
- Sarah Willis (* 1954), Autorin
- Debra Winger (* 1955), Schauspielerin
- Neal Smith (* 1975), Jazzmusiker
- Travis Kelce (* 1989), Footballspieler (hier aufgewachsen)
- Jason Kelce (* 1987), Footballspieler (hier aufgewachsen)
- Laila Edwards (* 2004), Eishockeyspielerin